# Tour de France 1987
Le Tour de France 1987 est la 74e édition du Tour de France, course cycliste qui s'est déroulée du 1er juillet au 26 juillet 1987 sur 25 étapes pour 4 231 km. Le départ du Tour a lieu à Berlin-Ouest ; l'arrivée se juge aux Champs-Élysées à Paris. Il a été remporté par l'Irlandais Stephen Roche, auteur cette année-là du triplé Tour d'Italie-Tour de France-Championnat du monde, exploit que seul le Belge Eddy Merckx avait réalisé avant lui en 1974 et que seul Tadej Pogačar réalisera ensuite en 2024. L'Espagnol Pedro Delgado second à seulement 40 secondes et le Français Jean-François Bernard auteur d'une grande performance contre-la-montre au sommet du Mont Ventoux complètent le podium.

## Généralités
- Le départ du Tour a lieu à Berlin-Ouest ; l'arrivée finale se juge aux Champs-Élysées à Paris.
- Les équipes comportent maintenant 9 coureurs alors qu'elles étaient constituées de 10 coureurs depuis 1965.
- Les grands absents sont Greg LeMond (accident de chasse) et Ronan Pensec (accident domestique).
- Cette édition est remportée par Stephen Roche, ce qui marque la première victoire d'un Irlandais sur le Tour de France.
- Moyenne du vainqueur : 36,645 km/h
- Premier maillot jaune pour un coureur de l'Est : Lech Piasecki.

## Déroulement de la course
Le prologue se dispute à Berlin-Ouest (Allemagne de l'Ouest), sur l'esplanade du palais du Reichstag. Il est remporté par le Néerlandais Jelle Nijdam qui devance le Polonais Lech Piasecki et l'Irlandais Stephen Roche. Le Français Laurent Fignon, identifié comme l'un des favoris du Tour, termine 72e à 30 secondes et perd déjà 27 secondes sur Stephen Roche et 21 secondes sur son compatriote Jean-François Bernard.
La 1re étape se déroule en circuit autour de Berlin. Elle est remportée par le Néerlandais Nico Verhoeven au sprint. Lech Piasecki reprend 23 secondes à Nijdam et s'empare du maillot jaune.
L'après-midi, les coureurs s'affrontent dans un contre-la-montre par équipes. Cette deuxième étape est remportée par l'équipe Carrera avec une avance de 8 secondes devant l'équipe Del Tongo, celle du maillot jaune qui conforte sa tunique. Laurent Fignon perd encore une quarantaine de secondes avec son équipe Système U.
La 3e étape se déroule toujours en Allemagne, entre Karlsruhe et Stuttgart, et voit la prise de pouvoir d'un Suisse, Erich Maechler. Une première échappée constituée de Kim Andersen, Rolf Golz et Marc Madiot se fait reprendre vers le km 175. Dans la foulée,  Erich Maechler avec 21 autres coureurs, dont fait partie le Français Charly Mottet, s'échappent. Le Suisse reprend plus de 3 minutes au peloton. Il devient le premier coureur helvétique leader du Tour de France depuis Fritz Schaer en 1953. La victoire d'étape revient quant à elle à Acácio da Silva qui rentre dans le top 5 et la bonne opération à Charly Mottet qui devient un des grands favoris du Tour.
La 4e étape, qui est une demi-étape, voit la victoire du Belge Herman Frison qui s'impose avec 1 min 8 s d'avance sur le peloton. Le maillot jaune reste sur les épaules d'Erich Maechler.
La 5e étape, qui se dispute l'après-midi de la 4e, est remportée par le Belge Marc Sergeant avec 13 secondes d'avance sur le peloton maillot jaune que garde Erich Maechler.
Entre Strasbourg (Bas-Rhin) et Épinal (Vosges), la 6e étape voit la victoire de Christophe Lavainne de l'équipe Système U. Le Français reprend la deuxième place du général à Jörg Müller mais le maillot reste solidement accroché à Erich Maechler.
Lors de la 7e étape, qui a lieu entre Épinal et Troyes (Aube), le premier sprint massif de ce Tour est remporté par Guido Bontempi qui est déclassé pour dopage dix jours plus tard et permet donc à Manuel Jorge Dominguez de remporter sa première victoire dans le Tour. Maechler conserve sa position de leader du classement général.
La première semaine a vu la domination d'Erich Maechler. Charly Mottet est le mieux placé des favoris en étant 6e au général. Laurent Fignon est très loin au général et ses chances de victoire s'amenuisent.
La 8e étape est remportée par le Néerlandais Jean-Paul van Poppel au sprint tandis que la 9e étape voit la victoire de son compatriote Adrie van der Poel.
La 10e étape si dispute sous la forme d'un contre-la-montre individuel qui voit la victoire de Stephen Roche avec 42 secondes d'avance sur Charly Mottet et 53 secondes sur le Danois Jesper Skibby. Erich Maechler perd son maillot jaune au profit de Charly Mottet qui devient le grand favori pour la victoire finale. Dix ans après avoir porté le maillot jaune durant deux semaines sur le Tour de France 1977, Dietrich Thurau prend la seconde place du classement général avec 47 secondes de retard sur Mottet. Laurent Fignon perd à nouveau 3 min 33 s sur son coéquipier et désormais leader Charly Mottet. Le Colombien Luis Herrera perd quant à lui 9 minutes sur cette étape et donc toutes ses chances de succès au classement général.
La 11e étape, entre Poitiers (Vienne) et Chaumeil (Corrèze) voit la perte du maillot jaune de Charly Mottet. C'est son coéquipier Martial Gayant qui le récupère en remportant l'étape.
Entre Brive (Corrèze) et Bordeaux (Gironde), l'Américain Davis Phinney remporte au sprint la 12e étape. L'Irlandais Sean Kelly abandonne à cause d'une luxation de la clavicule.
La 13e étape voit le début de la haute montagne. Elle se déroule entre les villes de Bayonne et Pau dans le département des Pyrénées-Atlantiques. Martial Gayant craque et rend le maillot jaune à Charly Mottet qui a souffert comme Fignon dans le col du Soudet. L'étape est remportée par le Néerlandais Erik Breukink qui devance de 6 secondes le nouveau grand favori Jean-François Bernard et de 11 secondes le Colombien Pablo Wilches.
Quatre cols sont au programme de la 14e étape disputée entre Pau et Luz-Saint-Sauveur (Hautes-Pyrénées) : Marie-Blanque, l'Aubisque, les Bordères et la montée vers Luz-Ardiden. Dans le col de Marie-Blanque, Gilbert Duclos-Lassalle et Thierry Claveyrolat s'échappent. Dans la descente de Marie-Blanque, Duclos-Lassalle ne parvient pas à suivre Claveyrolat qui continue seul son effort avant de se faire rattraper et lâcher par le Norvégien Dag Otto Lauritzen. Dans la montée finale, Lauritzen est seul à 10 kilomètres de l'arrivée. Dans le groupe des favoris Herrera accélère violemment mais est suivi par Roche, Delgado, Hampsten, Wilches, Fuerte et Millar alors que Charly Mottet et Laurent Fignon sont lâchés. À 4 kilomètres du sommet, Herrera place une attaque que personne ne peut suivre. Il reprend 46 secondes à Hampsten, 52 secondes à Wilches et plus d'une minute à tous les autres favoris. Mais il échoue à 7 secondes de la victoire qui revient à Lauritzen. Mottet garde le maillot jaune avec 1 min 13 s d'avance sur Jean-François Bernard et 1 min 26 s sur Stephen Roche. Les autres favoris sont rejetés à plus de 4 minutes.
La 15e étape est remportée par l'Allemand Rolf Golz devant Le Clerc et Earley. Ils devancent un groupe de 30 coureurs, où se trouvent Charly Mottet, Jean-René Bernaudeau et plusieurs grimpeurs colombiens.
La 17e étape, marquée par de nombreux cols dans les Cévennes devait être propice aux baroudeurs, mais c'est finalement à un sprint massif que l'on assista avec les deux meilleurs sprinters du tour Guido Bontempi et Jean-Paul van Poppel. La lutte entre les deux fut si serrée qu'il fallut avoir recours à la photo finish pour les départager, van Poppel devançant son rival d'un boyau.
La 18e étape est un contre la montre individuel en montagne avec l’ascension du Mont-Ventoux. 
Jean-François Bernard remporte cette étape et prend le maillot jaune en devançant Stephen Roche de 2 min 34 s au classement général.
Éblouissant la veille dans le mont Ventoux, Jean-François Bernard est la principale victime de la 19e étape Valréas (Vaucluse) et Villard-de-Lans (Isère). Mottet, Gayant et Fignon (tous trois de l'équipe Système U) déclenchent une attaque au ravitaillement de Léoncel alors que Bernard se trouve à l'arrière du peloton, retardé par une crevaison. Finalement, la manœuvre des Système U profite à Delgado, qui remporte l'étape, et à Roche, qui prend le maillot jaune. Bernard termine l'étape à plus de 4 minutes.
La 20e étape voit s'affronter les leaders dans l´ascension de l´Alpe d´Huez, pendant que les rescapés de l'échappée matinale se disputent la victoire, qui revient à Federico Echave. Le maillot à pois Luis Herrera attaque dès le pied de l’Alpe d’Huez, pris en chasse par Delgado et Roche, alors que Bernard et surtout Mottet sont distancés.
Vers le milieu de l’ascension, Delgado revient sur Herrera tandis que Bernard rattrape Roche ! A l´arrivee, le colombien devance l’espagnol de 25 secondes, mais Roche perd 1 min 44 s sur Delgado, qui revêt le maillot jaune pour 25 secondes
La 21e étape relie Bourg d´Oisans a La Plagne, par les cols du Galibier et de la Madeleine. Dans la vallée de la Maurienne, Roche attaque accompagné de 6 autres coureurs (Fuerte, Sanders, Munoz, Theunisse, Bernaudeau et Parra)
Bernard chasse un moment seul, vent défavorable, avant de se relever. Cette erreur tactique s'avérera décisive par la suite.
Au pied de la Madeleine, Roche possède 1 min 36 s d’avance sur Bernard et sur le groupe du maillot jaune Delgado.
Au sommet, il lui reste 48 secondes d’avance sur l’espagnol tandis que Bernard est pointé à 1 min 46 s. Le regroupement général a lieu dans le bas de la descente
Fignon en profite pour porter son attaque en compagnie d’Anselmo Fuerte. Le français n’est plus guère dangereux au classement général (8e à un quart d’heure). Son avance est de 2 min 41 s avant d’aborder la montée vers La Plagne, dernière difficulté de la journée. Ce sera suffisant pour que Fignon renoue ici avec le succès, 3 ans après une première victoire sur ces mêmes terres.
Pour le classement général, la lutte décisive s'engage au pied de La Plagne : Rapidement, Bernard capitule. Il concédera plus de 2 minutes sur le maillot jaune à l’arrivée. Il vient de tirer un trait sur ses dernières chances de remporter le Tour. À 15 km du sommet, Delgado se lance à l’assaut, pour creuser les écarts avant le dernier contre-la-montre. Il fait d’abord la différence mais, à 5 km de la ligne, il est en difficulté. Parra revient sur lui et l’entraîne dans son sillage. Dans le même temps, Roche produit un effort paroxystique dans les 3 ultimes kilomètres. Il parvient à combler 50 secondes de retard et s’écroule sur la ligne 4 secondes après le passage de l’espagnol. Il devra recevoir de l'oxygène et est également pénalisé de 10 secondes pour ravitaillement non autorisé. Il accuse désormais un retard de 39 secondes par rapport à Delgado
La 22e étape est la dernière étape de montagne, avec les cols du Cormet de Roselend, des Saisies, des Aravis, de la Colombière et de Joux-Plane puis plongée vers Morzine. Chozas s'échappe au col des Saisies et ne sera pas revu, gardant 1 minute à l'arrivée sur les leaders qui se neutralisent. Mais Roche attaque dans la descente de Joux Plane, et grapille 18 secondes sur Delgado

## Étapes
| Étape,    | Date        | Villes étapes                            |                                         | Distance (km)         | Vainqueur d’étape      | Leader du classement général |
| --------- | ----------- | ---------------------------------------- | --------------------------------------- | --------------------- | ---------------------- | ---------------------------- |
| Prologue  | 1er juillet | Berlin-Ouest (RFA) – Berlin-Ouest (RFA)  | Contre-la-montre individuel             | 6,1                   | Jelle Nijdam           | Jelle Nijdam                 |
| 1re étape | 2 juillet   | Berlin-Ouest (RFA) – Berlin-Ouest (RFA)  | Étape de plaine                         | 105,5                 | Nico Verhoeven         | Lech Piasecki                |
| 2e étape  | 2 juillet   | Berlin-Ouest (RFA) – Berlin-Ouest (RFA)  | Contre-la-montre par équipes            | 40                    | Carrera Jeans-Vagabond | Lech Piasecki                |
|           | 3 juillet   | Berlin-Ouest (RFA)                       | Jour de repos                           | Journée de repos no 1 | Journée de repos no 1  | Journée de repos no 1        |
| 3e étape  | 4 juillet   | Karlsruhe (RFA) – Stuttgart (RFA)        | Étape de plaine                         | 219                   | Acácio da Silva        | Erich Maechler               |
| 4e étape  | 5 juillet   | Stuttgart (RFA) – Pforzheim (RFA)        | Étape de plaine                         | 79                    | Herman Frison          | Erich Maechler               |
| 5e étape  | 5 juillet   | Pforzheim (RFA) – Strasbourg             | Étape de plaine                         | 112,5                 | Marc Sergeant          | Erich Maechler               |
| 6e étape  | 6 juillet   | Strasbourg – Épinal                      | Étape de plaine                         | 169                   | Christophe Lavainne    | Erich Maechler               |
| 7e étape  | 7 juillet   | Épinal – Troyes                          | Étape de plaine                         | 211                   | Manuel Jorge Domínguez | Erich Maechler               |
| 8e étape  | 8 juillet   | Troyes – Épinay-sous-Sénart              | Étape de plaine                         | 205,5                 | Jean-Paul van Poppel   | Erich Maechler               |
| 9e étape  | 9 juillet   | Orléans – Renazé                         | Étape de plaine                         | 260                   | Adrie van der Poel     | Erich Maechler               |
| 10e étape | 10 juillet  | Saumur – Futuroscope                     | Contre-la-montre individuel             | 87,5                  | Stephen Roche          | Charly Mottet                |
| 11e étape | 11 juillet  | Poitiers – Chaumeil - Les Monédières     | Étape de moyenne montagne               | 255                   | Martial Gayant         | Martial Gayant               |
| 12e étape | 12 juillet  | Brive-la-Gaillarde – Bordeaux            | Étape de plaine                         | 228                   | Davis Phinney          | Martial Gayant               |
| 13e étape | 13 juillet  | Bayonne – Pau                            | Étape de montagne                       | 219                   | Erik Breukink          | Charly Mottet                |
| 14e étape | 14 juillet  | Pau – Luz-Ardiden                        | Étape de montagne                       | 166                   | Dag Otto Lauritzen     | Charly Mottet                |
| 15e étape | 15 juillet  | Tarbes – Blagnac                         | Étape de plaine                         | 164                   | Rolf Gölz              | Charly Mottet                |
| 16e étape | 16 juillet  | Blagnac – Millau - Causse Noir - Le Cade | Étape de moyenne montagne               | 216,5                 | Régis Clère            | Charly Mottet                |
| 17e étape | 17 juillet  | Millau – Avignon                         | Étape de moyenne montagne               | 239                   | Jean-Paul van Poppel   | Charly Mottet                |
|           | 18 juillet  | Avignon                                  | Jour de repos                           | Journée de repos no 2 | Journée de repos no 2  | Journée de repos no 2        |
| 18e étape | 19 juillet  | Carpentras – Bédoin - Mont Ventoux       | Contre-la-montre individuel en montagne | 36,5                  | Jean-François Bernard  | Jean-François Bernard        |
| 19e étape | 20 juillet  | Valréas – Villard-de-Lans                | Étape de plaine                         | 185                   | Pedro Delgado          | Stephen Roche                |
| 20e étape | 21 juillet  | Villard-de-Lans – L'Alpe d'Huez          | Étape de montagne                       | 201                   | Federico Echave        | Pedro Delgado                |
| 21e étape | 22 juillet  | Le Bourg-d'Oisans – La Plagne            | Étape de montagne                       | 185,5                 | Laurent Fignon         | Pedro Delgado                |
| 22e étape | 23 juillet  | La Plagne – Morzine                      | Étape de montagne                       | 186                   | Eduardo Chozas         | Pedro Delgado                |
| 23e étape | 24 juillet  | Saint-Julien-en-Genevois – Dijon         | Étape de plaine                         | 224,5                 | Régis Clère            | Pedro Delgado                |
| 24e étape | 25 juillet  | Circuit de Dijon-Prenois                 | Contre-la-montre individuel             | 38                    | Jean-François Bernard  | Stephen Roche                |
| 25e étape | 26 juillet  | Créteil – Paris - Champs-Élysées         | Étape de plaine                         | 192                   | Jeff Pierce            | Stephen Roche                |

## Classements

### Classement général final
| Classement général | Classement général    | Classement général | Classement général                  | Classement général   |
|                    | Coureur               | Pays               | Équipe                              | Temps                |
| ------------------ | --------------------- | ------------------ | ----------------------------------- | -------------------- |
| 1er                | Stephen Roche         | Irlande            | Carrera Jeans-Vagabond              | en 115 h 27 min 42 s |
| 2e                 | Pedro Delgado         | Espagne            | PDM-Ultima-Concorde                 | + 40 s               |
| 3e                 | Jean-François Bernard | France             | Toshiba-Look-La Vie Claire          | + 2 min 13 s         |
| 4e                 | Charly Mottet         | France             | Système U                           | + 6 min 40 s         |
| 5e                 | Luis Herrera          | Colombie           | Café de Colombia-Varta              | + 9 min 32 s         |
| 6e                 | Fabio Parra           | Colombie           | Café de Colombia-Varta              | + 16 min 53 s        |
| 7e                 | Laurent Fignon        | France             | Système U                           | + 18 min 24 s        |
| 8e                 | Anselmo Fuerte        | Espagne            | BH                                  | + 18 min 33 s        |
| 9e                 | Raúl Alcalá           | Mexique            | 7 Eleven-Hoonved                    | + 21 min 49 s        |
| 10e                | Marino Lejarreta      | Espagne            | Caja Rural-Orbea                    | + 26 min 13 s        |
| 11e                | Claude Criquielion    | Belgique           | Hitachi-Marc                        | + 30 min 32 s        |
| 12e                | Federico Echave       | Espagne            | BH                                  | + 31 min 6 s         |
| 13e                | Martín Ramírez        | Colombie           | Café de Colombia-Varta              | + 36 min 55 s        |
| 14e                | Gerhard Zadrobilek    | Autriche           | Supermercati Brianzoli-Chateau d'Ax | + 40 min 35 s        |
| 15e                | Luciano Loro          | Italie             | Del Tongo-Colnago                   | + 43 min 52 s        |
| 16e                | Andrew Hampsten       | États-Unis         | 7 Eleven-Hoonved                    | + 44 min 7 s         |
| 17e                | Jean-René Bernaudeau  | France             | Fagor-MBK                           | + 47 min 16 s        |
| 18e                | Rafael Acevedo        | Colombie           | Café de Colombia-Varta              | + 50 min 33 s        |
| 19e                | Robert Millar         | Royaume-Uni        | Panasonic-Isostar                   | + 50 min 47 s        |
| 20e                | Denis Roux            | France             | Z-Peugeot                           | + 52 min 13 s        |
| 21e                | Erik Breukink         | Pays-Bas           | Panasonic-Isostar                   | + 53 min 35 s        |
| 22e                | Pedro Muñoz           | Espagne            | Fagor-MBK                           | + 59 min 27 s        |
| 23e                | Éric Caritoux         | France             | Fagor-MBK                           | + 1 h 5 min 33 s     |
| 24e                | Omar Hernández        | Colombie           | Postobón-Ryalcao                    | + 1 h 14 min 10 s    |
| 25e                | Eduardo Chozas        | Espagne            | Teka                                | + 1 h 14 min 59 s    |
| modifier           |                       |                    |                                     |                      |

### Classements annexes finals
| Classement par points, | Classement par points, | Classement par points, | Classement par points,     | Classement par points, |
| ---------------------- | ---------------------- | ---------------------- | -------------------------- | ---------------------- |
|                        | Coureur                | Pays                   | Équipe                     | Point(s)               |
| 1er                    | Jean-Paul van Poppel   | Pays-Bas               | Superconfex-Kwantum Hallen | 263 points             |
| 2e                     | Stephen Roche          | Irlande                | Carrera Jeans-Vagabond     | 247 pts                |
| 3e                     | Pedro Delgado          | Espagne                | PDM-Ultima-Concorde        | 228 pts                |
| 4e                     | Jean-François Bernard  | France                 | Toshiba-Look-La Vie Claire | 201 pts                |
| 5e                     | Jozef Lieckens         | Belgique               | Joker-Merckx               | 195 pts                |
| 6e                     | Luis Herrera           | Colombie               | Café de Colombia-Varta     | 174 pts                |
| 7e                     | Charly Mottet          | France                 | Système U                  | 153 pts                |
| 8e                     | Anselmo Fuerte         | Espagne                | BH                         | 135 pts                |
| 9e                     | Raúl Alcalá            | Mexique                | 7-Eleven-Hoonved           | 129 pts                |
| 10e                    | Fabio Parra            | Colombie               | Café de Colombia-Varta     | 128 pts                |
| modifier               |                        |                        |                            |                        |

| Classement du meilleur grimpeur, | Classement du meilleur grimpeur, | Classement du meilleur grimpeur, | Classement du meilleur grimpeur, | Classement du meilleur grimpeur, |
| -------------------------------- | -------------------------------- | -------------------------------- | -------------------------------- | -------------------------------- |
|                                  | Coureur                          | Pays                             | Équipe                           | Point(s)                         |
| 1er                              | Luis Herrera                     | Colombie                         | Café de Colombia-Varta           | 452 points                       |
| 2e                               | Anselmo Fuerte                   | Espagne                          | BH                               | 314 pts                          |
| 3e                               | Raúl Alcalá                      | Mexique                          | 7-Eleven-Hoonved                 | 277 pts                          |
| 4e                               | Pedro Delgado                    | Espagne                          | PDM-Ultima-Concorde              | 224 pts                          |
| 5e                               | Fabio Parra                      | Colombie                         | Café de Colombia-Varta           | 180 pts                          |
| 6e                               | Stephen Roche                    | Irlande                          | Carrera Jeans-Vagabond           | 173 pts                          |
| 7e                               | Jean-François Bernard            | France                           | Toshiba-Look-La Vie Claire       | 170 pts                          |
| 8e                               | Jesús Hernández Úbeda            | Espagne                          | Reynolds-Sada                    | 147 pts                          |
| 9e                               | Laurent Fignon                   | France                           | Système U                        | 137 pts                          |
| 10e                              | Federico Echave                  | Espagne                          | BH                               | 132 pts                          |
| modifier                         |                                  |                                  |                                  |                                  |

| Classement du meilleur jeune, | Classement du meilleur jeune, | Classement du meilleur jeune, | Classement du meilleur jeune, | Classement du meilleur jeune, |
|                               | Coureur                       | Pays                          | Équipe                        | Temps                         |
| ----------------------------- | ----------------------------- | ----------------------------- | ----------------------------- | ----------------------------- |
| 1er                           | Raúl Alcalá                   | Mexique                       | 7-Eleven-Hoonved              | en 115 h 49 min 31 s          |
| 2e                            | Erik Breukink                 | Pays-Bas                      | Panasonic-Isostar             | + 31 min 46 s                 |
| 3e                            | Gilles Sanders                | France                        | Kas-Miko                      | + 59 min 8 s                  |
| 4e                            | Jesper Skibby                 | Danemark                      | Roland-Skala                  | + 59 min 24 s                 |
| 5e                            | José Salvador Sanchis         | Espagne                       | Caja Rural-Orbea              | + 1 h 8 min 17 s              |
| 6e                            | Juan Carlos Castillo          | Colombie                      | Café de Colombia-Varta        | + 1 h 11 min 12 s             |
| 7e                            | Bruno Cornillet               | France                        | Z-Peugeot                     | + 1 h 11 min 48 s             |
| 8e                            | Christophe Lavainne           | France                        | Système U                     | + 1 h 14 min 23 s             |
| 9e                            | Peter Stevenhaagen            | Pays-Bas                      | PDM-Ultima-Concorde           | + 1 h 20 min 1 s              |
| 10e                           | Julio César Cadena            | Colombie                      | Café de Colombia-Varta        | + 1 h 22 min 22 s             |
| modifier                      |                               |                               |                               |                               |

| Classement des sprints intermédiaires, | Classement des sprints intermédiaires, | Classement des sprints intermédiaires, | Classement des sprints intermédiaires, | Classement des sprints intermédiaires, |
| -------------------------------------- | -------------------------------------- | -------------------------------------- | -------------------------------------- | -------------------------------------- |
|                                        | Coureur                                | Pays                                   | Équipe                                 | Point(s)                               |
| 1er                                    | Gilbert Duclos-Lassalle                | France                                 | Z-Peugeot                              | 249 points                             |
| 2e                                     | Jean-Paul van Poppel                   | Pays-Bas                               | Superconfex-Kwantum Hallen             | 178 pts                                |
| 3e                                     | Régis Clère                            | France                                 | Teka                                   | 142 pts                                |
| 4e                                     | Martin Earley                          | Irlande                                | Fagor-MBK                              | 100 pts                                |
| 5e                                     | Teun van Vliet                         | Pays-Bas                               | Panasonic-Isostar                      | 70 pts                                 |
| 6e                                     | Jean-Claude Leclercq                   | France                                 | Toshiba-Look-La Vie Claire             | 55 pts                                 |
| 7e                                     | Guido Bontempi                         | Italie                                 | Carrera Jeans-Vagabond                 | 52 pts                                 |
| 8e                                     | Laurent Fignon                         | France                                 | Système U                              | 52 pts                                 |
| 9e                                     | Frédéric Brun                          | France                                 | Z-Peugeot                              | 51 pts                                 |
| 10e                                    | Jozef Lieckens                         | Belgique                               | Joker-Merckx                           | 35 pts                                 |
| modifier                               |                                        |                                        |                                        |                                        |

#### Classement du combiné
| Classement du combiné, | Classement du combiné, | Classement du combiné, | Classement du combiné,     | Classement du combiné, |
| ---------------------- | ---------------------- | ---------------------- | -------------------------- | ---------------------- |
|                        | Coureur                | Pays                   | Équipe                     | Point(s)               |
| 1er                    | Jean-François Bernard  | France                 | Toshiba-Look-La Vie Claire | 72 points              |
| 2e                     | Laurent Fignon         | France                 | Système U                  | 70 pts                 |
| 3e                     | Stephen Roche          | Irlande                | Carrera Jeans-Vagabond     | 69 pts                 |
| 4e                     | Luis Herrera           | Colombie               | Café de Colombia-Varta     | 65 pts                 |
| 5e                     | Anselmo Fuerte         | Espagne                | BH                         | 65 pts                 |
| modifier               |                        |                        |                            |                        |

| Classement par équipes, | Classement par équipes,    | Classement par équipes, | Classement par équipes, |
|                         | Équipe                     | Pays                    | Temps                   |
| ----------------------- | -------------------------- | ----------------------- | ----------------------- |
| 1re                     | Système U                  | France                  | en 346 h 44 min 2 s     |
| 2e                      | Café de Colombia-Varta     | Colombie                | + 38 min 20 s           |
| 3e                      | BH                         | Espagne                 | + 56 min 2 s            |
| 4e                      | Fagor-MBK                  | France                  | + 1 h 7 min 54 s        |
| 5e                      | Toshiba-Look-La Vie Claire | France                  | + 1 h 28 min 54 s       |
| 6e                      | PDM-Ultima-Concorde        | Pays-Bas                | + 1 h 34 min 11 s       |
| 7e                      | Carrera Jeans-Vagabond     | Italie                  | + 1 h 41 min 42 s       |
| 8e                      | Panasonic-Isostar          | Pays-Bas                | + 1 h 47 min 2 s        |
| 9e                      | 7-Eleven-Hoonved           | États-Unis              | + 1 h 53 min 11 s       |
| 10e                     | Caja Rural-Orbea           | Espagne                 | + 2 h 22 min 44 s       |
| modifier                |                            |                         |                         |

| Classement par équipes par points, | Classement par équipes par points, | Classement par équipes par points, | Classement par équipes par points, | Classement par équipes par points, |
|                                    | Équipes                            | Pays                               |                                    | Point(s)                           |
| ---------------------------------- | ---------------------------------- | ---------------------------------- | ---------------------------------- | ---------------------------------- |
| 1re                                | Système U                          | France                             |                                    | 1 790                              |
| 2e                                 | PDM-Ultima-Concorde                | Pays-Bas                           |                                    | 1 804                              |
| 3e                                 | 7-Eleven-Hoonved                   | États-Unis                         |                                    | 1 821                              |
| 4e                                 | Panasonic-Isostar                  | Pays-Bas                           |                                    | 1 863                              |
| 5e                                 | BH                                 | Espagne                            |                                    | 2 670                              |
| 6e                                 | Carrera Jeans-Vagabond             | Italie                             |                                    | 2 718                              |
| 7e                                 | Hitachi-Marc                       | Belgique                           |                                    | 2 766                              |
| 8e                                 | Z-Peugeot                          | France                             |                                    | 2 813                              |
| 9e                                 | Toshiba-Look-La Vie Claire         | France                             |                                    | 2 828                              |
| 10e                                | Fagor-MBK                          | France                             |                                    | 3 057                              |
| modifier                           |                                    |                                    |                                    |                                    |

### Évolution des classements
| Étape              | Vainqueur              | Classement général    | Classement par points | Classement de la montagne | Classement du meilleur jeune | Classement du combiné   | Classement des sprints intermédiaires | Classement par équipes | Classement par équipes | Classement de la combativité |
| Étape              | Vainqueur              | Classement général    | Classement par points | Classement de la montagne | Classement du meilleur jeune | Classement du combiné   | Classement des sprints intermédiaires | au temps               | aux points             | Classement de la combativité |
| ------------------ | ---------------------- | --------------------- | --------------------- | ------------------------- | ---------------------------- | ----------------------- | ------------------------------------- | ---------------------- | ---------------------- | ---------------------------- |
| P                  | Jelle Nijdam           | Jelle Nijdam          | Jelle Nijdam          | Non décerné               | Jelle Nijdam                 | Lech Piasecki           | Jean-Claude Colotti                   | Carrera Jeans-Vagabond | Carrera Jeans-Vagabond | Non décerné                  |
| 1                  | Nico Verhoeven         | Lech Piasecki         | Lech Piasecki         | Gilbert Duclos-Lassalle   | Jelle Nijdam                 | Gilbert Duclos-Lassalle | Jean-Claude Colotti                   | Roland-Skala           | Roland-Skala           | Giovanni Bottoia             |
| 2                  | Carrera Jeans-Vagabond | Lech Piasecki         | Lech Piasecki         | Gilbert Duclos-Lassalle   | Erik Breukink                | Dietrich Thurau         | Guido Bontempi                        | Carrera Jeans-Vagabond | Roland-Skala           | Non décerné                  |
| 3                  | Acácio da Silva        | Erich Maechler        | Dietrich Thurau       | Frédéric Brun             | Bruno Cornillet              | Dietrich Thurau         | Jean-Claude Colotti                   | Système U              | Roland-Skala           | Frédéric Brun                |
| 4                  | Herman Frison          | Erich Maechler        | Dietrich Thurau       | Frédéric Brun             | Bruno Cornillet              | Dietrich Thurau         | Jean-Claude Colotti                   | Système U              | Roland-Skala           | Herman Frison                |
| 5                  | Marc Sergeant          | Erich Maechler        | Jörg Müller           | Frédéric Brun             | Bruno Cornillet              | Christophe Lavainne     | Jean-Claude Colotti                   | Système U              | Roland-Skala           | Yvon Madiot                  |
| 6                  | Christophe Lavainne    | Erich Maechler        | Bruno Wojtinek        | Hendrik Devos             | Christophe Lavainne          | Christophe Lavainne     | Jean-Claude Colotti                   | Système U              | Roland-Skala           | Jean-Claude Bagot            |
| 7                  | Manuel Jorge Domínguez | Erich Maechler        | Jean-Paul van Poppel  | Raúl Alcalá               | Christophe Lavainne          | Christophe Lavainne     | Jean-Claude Colotti                   | Système U              | Roland-Skala           | Régis Clère                  |
| 8                  | Jean-Paul van Poppel   | Erich Maechler        | Jean-Paul van Poppel  | Raúl Alcalá               | Christophe Lavainne          | Christophe Lavainne     | Jean-Claude Colotti                   | Système U              | Roland-Skala           | Julio César Cadena           |
| 9                  | Adri van der Poel      | Erich Maechler        | Jean-Paul van Poppel  | Raúl Alcalá               | Christophe Lavainne          | Christophe Lavainne     | Jean-Claude Colotti                   | Système U              | Roland-Skala           | Adri van der Poel            |
| 10                 | Stephen Roche          | Charly Mottet         | Jean-Paul van Poppel  | Raúl Alcalá               | Bruno Cornillet              | Christophe Lavainne     | Jean-Claude Colotti                   | Système U              | Roland-Skala           | Non décerné                  |
| 11                 | Martial Gayant         | Martial Gayant        | Jean-Paul van Poppel  | Raúl Alcalá               | Bruno Cornillet              | Christophe Lavainne     | Jean-Claude Colotti                   | Système U              | PDM-Ultima-Concorde    | Jan Nevens                   |
| 12                 | Davis Phinney          | Martial Gayant        | Jean-Paul van Poppel  | Raúl Alcalá               | Bruno Cornillet              | Jean-François Bernard   | Jean-Claude Colotti                   | Système U              | PDM-Ultima-Concorde    | Phil Anderson                |
| 13                 | Erik Breukink          | Charly Mottet         | Jean-Paul van Poppel  | Raúl Alcalá               | Erik Breukink                | Jean-François Bernard   | Jean-Claude Colotti                   | Système U              | Panasonic-Isostar      | Robert Forest                |
| 14                 | Dag Otto Lauritzen     | Charly Mottet         | Jean-Paul van Poppel  | Luis Herrera              | Raúl Alcalá                  | Jean-François Bernard   | Jean-Claude Colotti                   | Système U              | 7-Eleven-Hoonved       | Thierry Claveyrolat          |
| 15                 | Rolf Gölz              | Charly Mottet         | Jean-Paul van Poppel  | Luis Herrera              | Raúl Alcalá                  | Jean-François Bernard   | Gilbert Duclos-Lassalle               | Système U              | PDM-Ultima-Concorde    | Roland Le Clerc              |
| 16                 | Régis Clère            | Charly Mottet         | Jean-Paul van Poppel  | Raúl Alcalá               | Raúl Alcalá                  | Jean-François Bernard   | Gilbert Duclos-Lassalle               | Système U              | 7-Eleven-Hoonved       | Régis Clère                  |
| 17                 | Jean-Paul van Poppel   | Charly Mottet         | Jean-Paul van Poppel  | Luis Herrera              | Raúl Alcalá                  | Jean-François Bernard   | Gilbert Duclos-Lassalle               | Système U              | PDM-Ultima-Concorde    | Bernard Vallet               |
| 18                 | Jean-François Bernard  | Jean-François Bernard | Jean-Paul van Poppel  | Luis Herrera              | Raúl Alcalá                  | Jean-François Bernard   | Gilbert Duclos-Lassalle               | Système U              | 7-Eleven-Hoonved       | Non décerné                  |
| 19                 | Pedro Delgado          | Stephen Roche         | Jean-Paul van Poppel  | Luis Herrera              | Raúl Alcalá                  | Jean-François Bernard   | Gilbert Duclos-Lassalle               | Système U              | PDM-Ultima-Concorde    | Stephen Roche                |
| 20                 | Federico Echave        | Pedro Delgado         | Jean-Paul van Poppel  | Luis Herrera              | Raúl Alcalá                  | Jean-François Bernard   | Gilbert Duclos-Lassalle               | Système U              | 7-Eleven-Hoonved       | Federico Echave              |
| 21                 | Laurent Fignon         | Pedro Delgado         | Jean-Paul van Poppel  | Luis Herrera              | Raúl Alcalá                  | Jean-François Bernard   | Gilbert Duclos-Lassalle               | Système U              | 7-Eleven-Hoonved       | Anselmo Fuerte               |
| 22                 | Eduardo Chozas         | Pedro Delgado         | Stephen Roche         | Luis Herrera              | Raúl Alcalá                  | Jean-François Bernard   | Gilbert Duclos-Lassalle               | Système U              | Système U              | Eduardo Chozas               |
| 23                 | Régis Clère            | Pedro Delgado         | Jean-Paul van Poppel  | Luis Herrera              | Raúl Alcalá                  | Jean-François Bernard   | Gilbert Duclos-Lassalle               | Système U              | Système U              | Marc Gomez                   |
| 24                 | Jean-François Bernard  | Stephen Roche         | Stephen Roche         | Luis Herrera              | Raúl Alcalá                  | Jean-François Bernard   | Gilbert Duclos-Lassalle               | Système U              | Système U              | Non décerné                  |
| 25                 | Jeff Pierce            | Stephen Roche         | Jean-Paul van Poppel  | Luis Herrera              | Raúl Alcalá                  | Jean-François Bernard   | Gilbert Duclos-Lassalle               | Système U              | Système U              | Non décerné                  |
| Classements finals | Classements finals     | Stephen Roche         | Jean-Paul van Poppel  | Luis Herrera              | Raúl Alcalá                  | Jean-François Bernard   | Gilbert Duclos-Lassalle               | Système U              | Système U              | Régis Clère                  |

## Liste des coureurs
La liste ci-dessous présente les coureurs inscrits par numéro de dossard.
| Légende | Légende                                                                    | Légende | Légende                                                    |
| ------- | -------------------------------------------------------------------------- | ------- | ---------------------------------------------------------- |
| Num     | Dossard de départ porté par le coureur sur ce Tour                         | Pos     | Position à l'arrivée de la course                          |
|         | Indique un maillot de champion national ou mondial, suivi de sa spécialité | NP      | Indique un coureur qui n'a pas pris le départ de la course |
| AB      | Indique un coureur qui n'a pas terminé la course                           | HD      | Indique un coureur qui a terminé la course hors des délais |

| Toshiba-Look-La Vie Claire                                | Toshiba-Look-La Vie Claire  | Toshiba-Look-La Vie Claire |
| --------------------------------------------------------- | --------------------------- | -------------------------- |
| Num                                                       | Coureur                     | Pos                        |
| 1                                                         | Jean-François Bernard (FRA) | 3e                         |
| 2                                                         | Kim Andersen (DEN)          | 62e                        |
| 3                                                         | Steve Bauer (CAN)           | 74e                        |
| 4                                                         | Charly Bérard (FRA)         | 59e                        |
| 5                                                         | Dominique Garde (FRA)       | 54e                        |
| 6                                                         | Heinz Imboden (SUI)         | NP-22                      |
| 7                                                         | Jean-Claude Leclercq (FRA)  | 50e                        |
| 8                                                         | Niki Rüttimann (SUI)        | AB-22                      |
| 9                                                         | Guido Winterberg (SUI)      | 112e                       |
| Directeurs sportifs : Paul Koechli et Maurice Le Guilloux |                             |                            |

| Carrera Jeans-Vagabond                                     | Carrera Jeans-Vagabond     | Carrera Jeans-Vagabond |
| ---------------------------------------------------------- | -------------------------- | ---------------------- |
| Num                                                        | Coureur                    | Pos                    |
| 11                                                         | Stephen Roche (IRL)        | 1er                    |
| 12                                                         | Guido Bontempi (ITA)       | 119e                   |
| 13                                                         | Davide Cassani (ITA)       | 111e                   |
| 14                                                         | Massimo Ghirotto (ITA)     | 109e                   |
| 15                                                         | Erich Maechler (SUI)       | 85e                    |
| 16                                                         | Jørgen Vagn Pedersen (DEN) | 68e                    |
| 17                                                         | Giancarlo Perini (ITA)     | 102e                   |
| 18                                                         | Eddy Schepers (BEL)        | 30e                    |
| 19                                                         | Urs Zimmermann (SUI)       | AB-21                  |
| Directeurs sportifs : Davide Boifava et Sandro Quintarelli |                            |                        |

| Hitachi-Marc                                                    | Hitachi-Marc                     | Hitachi-Marc |
| --------------------------------------------------------------- | -------------------------------- | ------------ |
| Num                                                             | Coureur                          | Pos          |
| 21                                                              | Claude Criquielion (BEL)         | 11e          |
| 22                                                              | Hendrik Devos (BEL)              | AB-13        |
| 23                                                              | Rudy Dhaenens (BEL)              | AB-13        |
| 24                                                              | Fabian Fuchs (SUI)               | 51e          |
| 25                                                              | Jos Haex (BEL)                   | 71e          |
| 26                                                              | Patrick Jacobs (BEL)             | AB-19        |
| 27                                                              | Stefan Morjean (BEL)             | 93e          |
| 28                                                              | Jean-Philippe Vandenbrande (BEL) | 76e          |
| 29                                                              | Jan Wijnants (BEL)               | 121e         |
| Directeurs sportifs : Albert De Kimpe (d) et Joseph Braeckevelt |                                  |              |

| Z-Peugeot                                             | Z-Peugeot                     | Z-Peugeot |
| ----------------------------------------------------- | ----------------------------- | --------- |
| Num                                                   | Coureur                       | Pos       |
| 31                                                    | Pascal Simon (FRA)            | 53e       |
| 32                                                    | Frédéric Brun (FRA)           | 92e       |
| 33                                                    | Bruno Cornillet (FRA)         | 37e       |
| 34                                                    | Gilbert Duclos-Lassalle (FRA) | 80e       |
| 35                                                    | Jean-Louis Gauthier (FRA)     | 134e      |
| 36                                                    | Gilbert Glaus (SUI)           | AB-6      |
| 37                                                    | Denis Roux (FRA)              | 20e       |
| 38                                                    | Jérôme Simon (FRA)            | 42e       |
| 39                                                    | Bruno Wojtinek (FRA)          | AB-11     |
| Directeurs sportifs : Roger Legeay et Serge Beucherie |                               |           |

| BH                                                                  | BH                           | BH    |
| ------------------------------------------------------------------- | ---------------------------- | ----- |
| Num                                                                 | Coureur                      | Pos   |
| 41                                                                  | Anselmo Fuerte (ESP)         | 8e    |
| 42                                                                  | Francisco Antequera (ESP)    | 117e  |
| 43                                                                  | Philippe Bouvatier (FRA)     | 66e   |
| 44                                                                  | Laudelino Cubino (ESP)       | AB-19 |
| 45                                                                  | Manuel Jorge Domínguez (ESP) | 118e  |
| 46                                                                  | Federico Echave (ESP)        | 12e   |
| 47                                                                  | José Luis Navarro (ESP)      | 113e  |
| 48                                                                  | Francisco Rodríguez (COL)    | AB-19 |
| 49                                                                  | Guido Van Calster (BEL)      | 31e   |
| Directeurs sportifs : Javier Mínguez (es) et José Luis López Cerrón |                              |       |

| PDM-Ultima-Concorde                                                     | PDM-Ultima-Concorde      | PDM-Ultima-Concorde |
| ----------------------------------------------------------------------- | ------------------------ | ------------------- |
| Num                                                                     | Coureur                  | Pos                 |
| 51                                                                      | Pedro Delgado (ESP)      | 2e                  |
| 52                                                                      | Gerrie Knetemann (NED)   | 89e                 |
| 53                                                                      | José Luis Laguía (ESP)   | 43e                 |
| 54                                                                      | Jörg Müller (SUI)        | 99e                 |
| 55                                                                      | Stefan Mutter (SUI)      | AB-13               |
| 56                                                                      | Steven Rooks (NED)       | AB-20               |
| 57                                                                      | Peter Stevenhaagen (NED) | 45e                 |
| 58                                                                      | Gert-Jan Theunisse (NED) | 48e                 |
| 59                                                                      | Adrie van der Poel (NED) | 105e                |
| Directeurs sportifs : Jan Gisbers (nl) et Herman Van der Slagmolen (nl) |                          |                     |

| Système U                                                | Système U                 | Système U |
| -------------------------------------------------------- | ------------------------- | --------- |
| Num                                                      | Coureur                   | Pos       |
| 61                                                       | Laurent Fignon (FRA)      | 7e        |
| 62                                                       | Bernard Gavillet (SUI)    | 57e       |
| 63                                                       | Martial Gayant (FRA)      | 34e       |
| 64                                                       | Christophe Lavainne (FRA) | 40e       |
| 65                                                       | Marc Madiot (FRA)         | 47e       |
| 66                                                       | Yvon Madiot (FRA)         | 73e       |
| 67                                                       | Thierry Marie (FRA)       | 87e       |
| 68                                                       | Charly Mottet (FRA)       | 4e        |
| 69                                                       | Pascal Poisson (FRA)      | 67e       |
| Directeurs sportifs : Cyrille Guimard et Bernard Quilfen |                           |           |

| Reynolds-Sada                                                | Reynolds-Sada               | Reynolds-Sada |
| ------------------------------------------------------------ | --------------------------- | ------------- |
| Num                                                          | Coureur                     | Pos           |
| 71                                                           | Ángel Arroyo (ESP)          | AB-19         |
| 72                                                           | Dominique Arnaud (FRA)      | AB-20         |
| 73                                                           | Samuel Cabrera (COL)        | NP-14         |
| 74                                                           | Marc Gomez (FRA)            | 79e           |
| 75                                                           | Julián Gorospe (ESP)        | 83e           |
| 76                                                           | Rubén Gorospe (ESP)         | AB-21         |
| 77                                                           | Jesús Hernández Úbeda (ESP) | 108e          |
| 78                                                           | Miguel Indurain (ESP)       | 97e           |
| 79                                                           | Ángel Ocaña (ESP)           | AB-11         |
| Directeurs sportifs : José Miguel Echavarri et Eusebio Unzué |                             |               |

| Teka                                                                       | Teka                         | Teka  |
| -------------------------------------------------------------------------- | ---------------------------- | ----- |
| Num                                                                        | Coureur                      | Pos   |
| 81                                                                         | Reimund Dietzen (RFA)        | 90e   |
| 82                                                                         | Enrique Aja (ESP)            | 58e   |
| 83                                                                         | Jesús Blanco Villar (ESP)    | AB-15 |
| 84                                                                         | Eduardo Chozas (ESP)         | 25e   |
| 85                                                                         | Régis Clère (FRA)            | 72e   |
| 86                                                                         | Alfonso Gutiérrez (ESP)      | NP-3  |
| 87                                                                         | Carlos Hernández Bailo (ESP) | 128e  |
| 88                                                                         | Peter Hilse (RFA)            | 106e  |
| 89                                                                         | Jesús Rodríguez Magro (ESP)  | 78e   |
| Directeurs sportifs : José Antonio González Linares et José Antonio Campos |                              |       |

| Postobón-Ryalcao                                              | Postobón-Ryalcao             | Postobón-Ryalcao |
| ------------------------------------------------------------- | ---------------------------- | ---------------- |
| Num                                                           | Coureur                      | Pos              |
| 91                                                            | Pablo Wilches (COL)          | AB-20            |
| 92                                                            | Alberto Camargo (COL)        | AB-17            |
| 93                                                            | Arsenio Chaparro (en) (COL)  | AB-11            |
| 94                                                            | Omar Hernández (COL)         | 24e              |
| 95                                                            | Carlos Mario Jaramillo (COL) | AB-20            |
| 96                                                            | Gerardo Moncada (COL)        | DQ-21            |
| 97                                                            | Néstor Mora (COL)            | 63e              |
| 98                                                            | Pedro Saúl Morales (COL)     | AB-13            |
| 99                                                            | Óscar de Jesús Vargas (COL)  | AB-20            |
| Directeurs sportifs : Raúl Mesa (d) et Elkin Darío Rendón (d) |                              |                  |

| RMO                                                       | RMO                       | RMO   |
| --------------------------------------------------------- | ------------------------- | ----- |
| Num                                                       | Coureur                   | Pos   |
| 101                                                       | Patrice Esnault (FRA)     | AB-19 |
| 102                                                       | André Chappuis (FRA)      | 123e  |
| 103                                                       | Thierry Claveyrolat (FRA) | AB-19 |
| 104                                                       | Jean-Claude Colotti (FRA) | AB-16 |
| 105                                                       | Paul Kimmage (IRL)        | AB-21 |
| 106                                                       | Gilles Mas (FRA)          | 32e   |
| 107                                                       | Jean-François Rault (FRA) | 77e   |
| 108                                                       | Bernard Vallet (FRA)      | 60e   |
| 109                                                       | Michel Vermote (BEL)      | AB-13 |
| Directeurs sportifs : Bernard Thévenet et Jacques Michaud |                           |       |

| Caja Rural-Orbea                                           | Caja Rural-Orbea            | Caja Rural-Orbea |
| ---------------------------------------------------------- | --------------------------- | ---------------- |
| Num                                                        | Coureur                     | Pos              |
| 111                                                        | Marino Lejarreta (ESP)      | 10e              |
| 112                                                        | Roque de la Cruz (ESP)      | 52e              |
| 113                                                        | Mathieu Hermans (NED)       | 135e             |
| 114                                                        | Pascal Jules (FRA)          | 114e             |
| 115                                                        | Roland Le Clerc (FRA)       | 107e             |
| 116                                                        | Jokin Mujika (ESP)          | 41e              |
| 117                                                        | Erwin Nijboer (NED)         | AB-21            |
| 118                                                        | Pello Ruiz Cabestany (ESP)  | AB-16            |
| 119                                                        | José Salvador Sanchis (ESP) | 35e              |
| Directeurs sportifs : Domingo Perurena et José Luis Pascua |                             |                  |

| Fagor-MBK                                            | Fagor-MBK                  | Fagor-MBK |
| ---------------------------------------------------- | -------------------------- | --------- |
| Num                                                  | Coureur                    | Pos       |
| 121                                                  | Pedro Muñoz (ESP)          | 22e       |
| 122                                                  | Jean-Claude Bagot (FRA)    | 33e       |
| 123                                                  | Jean-René Bernaudeau (FRA) | 17e       |
| 124                                                  | Éric Caritoux (FRA)        | 23e       |
| 125                                                  | Martin Earley (IRL)        | 65e       |
| 126                                                  | Robert Forest (FRA)        | 38e       |
| 127                                                  | Frank Hoste (BEL)          | AB-13     |
| 128                                                  | François Lemarchand (FRA)  | 75e       |
| 129                                                  | Sean Yates (GBR)           | NP-24     |
| Directeurs sportifs : Pierre Bazzo et Julián Andiano |                            |           |

| Café de Colombia-Varta                                       | Café de Colombia-Varta        | Café de Colombia-Varta |
| ------------------------------------------------------------ | ----------------------------- | ---------------------- |
| Num                                                          | Coureur                       | Pos                    |
| 131                                                          | Luis Herrera (COL)            | 5e                     |
| 132                                                          | Rafael Acevedo (COL)          | 18e                    |
| 133                                                          | Argemiro Bohórquez (es) (COL) | 69e                    |
| 134                                                          | Julio César Cadena (COL)      | 46e                    |
| 135                                                          | Juan Carlos Castillo (COL)    | 36e                    |
| 136                                                          | Marco Antonio León (en) (COL) | 44e                    |
| 137                                                          | Fabio Parra (COL)             | 6e                     |
| 138                                                          | Cristóbal Pérez (COL)         | 101e                   |
| 139                                                          | Martín Ramírez (COL)          | 13e                    |
| Directeurs sportifs : Rafael Antonio Niño et Roberto Sánchez |                               |                        |

| Superconfex-Kwantum Hallen   | Superconfex-Kwantum Hallen | Superconfex-Kwantum Hallen |
| ---------------------------- | -------------------------- | -------------------------- |
| Num                          | Coureur                    | Pos                        |
| 141                          | Maarten Ducrot (NED)       | NP-24                      |
| 142                          | Rolf Gölz (RFA)            | 49e                        |
| 143                          | Gert Jakobs (NED)          | AB-19                      |
| 144                          | Jelle Nijdam (NED)         | 124e                       |
| 145                          | Ludo Peeters (BEL)         | 96e                        |
| 146                          | Luc Roosen (BEL)           | 104e                       |
| 147                          | Gerrit Solleveld (NED)     | 127e                       |
| 148                          | Jean-Paul van Poppel (NED) | 130e                       |
| 149                          | Nico Verhoeven (NED)       | HD-14                      |
| Directeur sportif : Jan Raas |                            |                            |

| Panasonic-Isostar                                     | Panasonic-Isostar      | Panasonic-Isostar |
| ----------------------------------------------------- | ---------------------- | ----------------- |
| Num                                                   | Coureur                | Pos               |
| 151                                                   | Phil Anderson (AUS)    | 27e               |
| 152                                                   | Erik Breukink (NED)    | 21e               |
| 153                                                   | Theo de Rooy (NED)     | 91e               |
| 154                                                   | Henk Lubberding (NED)  | 95e               |
| 155                                                   | Robert Millar (GBR)    | 19e               |
| 156                                                   | Guy Nulens (BEL)       | 61e               |
| 157                                                   | Allan Peiper (AUS)     | AB-21             |
| 158                                                   | Eric Van Lancker (BEL) | 56e               |
| 159                                                   | Teun van Vliet (NED)   | 84e               |
| Directeurs sportifs : Peter Post et Walter Planckaert |                        |                   |

| Del Tongo-Colnago                                    | Del Tongo-Colnago      | Del Tongo-Colnago |
| ---------------------------------------------------- | ---------------------- | ----------------- |
| Num                                                  | Coureur                | Pos               |
| 161                                                  | Giuseppe Saronni (ITA) | AB-13             |
| 162                                                  | Silvano Contini (ITA)  | 55e               |
| 163                                                  | Czesław Lang (POL)     | AB-13             |
| 164                                                  | Luciano Loro (ITA)     | 15e               |
| 165                                                  | Lech Piasecki (POL)    | AB-7              |
| 166                                                  | Maurizio Piovani (ITA) | 120e              |
| 167                                                  | Alessandro Pozzi (ITA) | 81e               |
| 168                                                  | Alberto Saronni (ITA)  | AB-13             |
| 169                                                  | Ennio Vanotti (ITA)    | DQ-21             |
| Directeurs sportifs : Pietro Algeri et Paolo Abetoni |                        |                   |

| Kas-Miko                                                   | Kas-Miko                 | Kas-Miko |
| ---------------------------------------------------------- | ------------------------ | -------- |
| Num                                                        | Coureur                  | Pos      |
| 171                                                        | Sean Kelly (IRL)         | AB-12    |
| 172                                                        | Alfred Achermann (SUI)   | 86e      |
| 173                                                        | Acácio da Silva (POR)    | 64e      |
| 174                                                        | Iñaki Gastón (ESP)       | AB-13    |
| 175                                                        | Stefan Joho (SUI)        | HD-3     |
| 176                                                        | Javier Lukin (ESP)       | AB-14    |
| 177                                                        | Javier Murguialday (ESP) | AB-7     |
| 178                                                        | Celestino Prieto (ESP)   | 100e     |
| 179                                                        | Gilles Sanders (FRA)     | 28e      |
| Directeurs sportifs : Christian Rumeau et Faustino Rupérez |                          |          |

| Joker-Merckx                                               | Joker-Merckx              | Joker-Merckx |
| ---------------------------------------------------------- | ------------------------- | ------------ |
| Num                                                        | Coureur                   | Pos          |
| 181                                                        | Marc Sergeant (BEL)       | AB-19        |
| 182                                                        | Beat Breu (SUI)           | 26e          |
| 183                                                        | Michel Dernies (BEL)      | 115e         |
| 184                                                        | Jan Goessens (BEL)        | 131e         |
| 185                                                        | Jozef Lieckens (BEL)      | 132e         |
| 186                                                        | Jan Nevens (BEL)          | AB-20        |
| 187                                                        | Peter Roes (BEL)          | AB-14        |
| 188                                                        | Frank Van De Vijver (BEL) | AB-13        |
| 189                                                        | Wim Van Eynde (BEL)       | 126e         |
| Directeurs sportifs : Walter Godefroot et Patrick Lefevere |                           |              |

| 7-Eleven-Hoonved                                   | 7-Eleven-Hoonved         | 7-Eleven-Hoonved |
| -------------------------------------------------- | ------------------------ | ---------------- |
| Num                                                | Coureur                  | Pos              |
| 191                                                | Andrew Hampsten (POR)    | 16e              |
| 192                                                | Raúl Alcalá (MEX)        | 9e               |
| 193                                                | Jonathan Boyer (POR)     | 98e              |
| 194                                                | Jeff Bradley (de) (POR)  | AB-11            |
| 195                                                | Ron Kiefel (POR)         | 82e              |
| 196                                                | Dag Otto Lauritzen (NOR) | 39e              |
| 197                                                | Davis Phinney (POR)      | NP-17            |
| 198                                                | Jeff Pierce (POR)        | 88e              |
| 199                                                | Bob Roll (POR)           | AB-11            |
| Directeurs sportifs : Mike Neel (d) et Eric Heiden |                          |                  |

| Roland-Skala                                      | Roland-Skala               | Roland-Skala |
| ------------------------------------------------- | -------------------------- | ------------ |
| Num                                               | Coureur                    | Pos          |
| 201                                               | Dietrich Thurau (RFA)      | NP-15        |
| 202                                               | John Bogers (nl) (NED)     | HD-19        |
| 203                                               | Johan Capiot (BEL)         | AB-11        |
| 204                                               | Herman Frison (BEL)        | 122e         |
| 205                                               | Rudy Patry (BEL)           | 116e         |
| 206                                               | Jesper Skibby (DEN)        | 29e          |
| 207                                               | Brian Holm (DEN)           | 110e         |
| 208                                               | Jacques Van Der Poel (NED) | HD-2         |
| 209                                               | Patrick Verschueren (BEL)  | 125e         |
| Directeurs sportifs : Roger Swerts et Leo Wouters |                            |              |

| Supermercati Brianzoli-Chateau d'Ax                   | Supermercati Brianzoli-Chateau d'Ax | Supermercati Brianzoli-Chateau d'Ax |
| ----------------------------------------------------- | ----------------------------------- | ----------------------------------- |
| Num                                                   | Coureur                             | Pos                                 |
| 211                                                   | Vittorio Algeri (ITA)               | AB-14                               |
| 212                                                   | Stefano Allocchio (ITA)             | 129e                                |
| 213                                                   | Roberto Amadio (ITA)                | AB-14                               |
| 214                                                   | Giovanni Bottoia (ITA)              | HD-14                               |
| 215                                                   | Claudio Corti (ITA)                 | NP-11                               |
| 216                                                   | Stefano Giuliani (ITA)              | AB-1                                |
| 217                                                   | Milan Jurčo (TCH)                   | AB-19                               |
| 218                                                   | Dario Montani (it) (ITA)            | AB-19                               |
| 219                                                   | Gerhard Zadrobilek (AUT)            | 14e                                 |
| Directeurs sportifs : Gian Luigi Stanga et Enzo Moser |                                     |                                     |

| ANC-Lycra (en)                                          | ANC-Lycra (en)             | ANC-Lycra (en) |
| ------------------------------------------------------- | -------------------------- | -------------- |
| Num                                                     | Coureur                    | Pos            |
| 221                                                     | Malcolm Elliott (GBR)      | 94e            |
| 222                                                     | Bernard Chesneau (FRA)     | HD-3           |
| 223                                                     | Guy Gallopin (FRA)         | 133e           |
| 224                                                     | Graham Jones (GBR)         | AB-6           |
| 225                                                     | Květoslav Palov (en) (TCH) | 103e           |
| 226                                                     | Shane Sutton (AUS)         | AB-13          |
| 227                                                     | Stephen Swart (NZL)        | AB-19          |
| 228                                                     | Adrian Timmis (nl) (GBR)   | 70e            |
| 229                                                     | Paul Watson (en) (GBR)     | AB-6           |
| Directeurs sportifs : Phil Griffiths et Édouard Wouters |                            |                |